# Epilobium clarkeanum
Epilobium clarkeanum là một loài thực vật có hoa trong họ Anh thảo chiều. Loài này được Hausskn. mô tả khoa học đầu tiên năm 1884.